# Гіллсборо (Міссісіпі)
Гіллсборо (англ. Hillsboro) — переписна місцевість (CDP) в США, в окрузі Скотт штату Міссісіпі. Населення — 1072 особи (2020).

## Географія
Гіллсборо розташоване за координатами 32°27′3″ пн. ш. 89°29′11″ зх. д. / 32.45083° пн. ш. 89.48639° зх. д. (32.450697, -89.486469).  За даними Бюро перепису населення США в 2010 році переписна місцевість мала площу 23,72 км², з яких 23,67 км² — суходіл та 0,05 км² — водойми.

## Демографія
Згідно з переписом 2010 року, у переписній місцевості мешкало 1130 осіб у 408 домогосподарствах у складі 287 родин. Густота населення становила 48 осіб/км².  Було 452 помешкання (19/км²).
Расовий склад населення:
| - 60,7 % — чорних або афроамериканців - 36,2 % — білих - 0,9 % — азіатів - 0,1 % — корінних американців |

До двох чи більше рас належало 1,2 %. Частка іспаномовних становила 2,0 % від усіх жителів.
За віковим діапазоном населення розподілялося таким чином: 28,0 % — особи молодші 18 років, 62,6 % — особи у віці 18—64 років, 9,4 % — особи у віці 65 років та старші. Медіана віку мешканця становила 35,1 року. На 100 осіб жіночої статі у переписній місцевості припадало 89,3 чоловіків;  на 100 жінок у віці від 18 років та старших — 83,7 чоловіків також старших 18 років.
Середній дохід на одне домашнє господарство  становив 33 791 долар США (медіана — 23 200), а середній дохід на одну сім'ю — 39 933 долари (медіана — 24 419). Медіана доходів становила 33 839 доларів для чоловіків та 31 429 доларів для жінок. За межею бідності перебувало 45,2 % осіб, у тому числі 65,4 % дітей у віці до 18 років та 39,1 % осіб у віці 65 років та старших.
Цивільне працевлаштоване населення становило 351 осіб. Основні галузі зайнятості: роздрібна торгівля — 26,8 %, виробництво — 25,6 %, освіта, охорона здоров'я та соціальна допомога — 17,7 %.